# Like a Hurricane
A Like a Hurricane C. C. Catch holland-német énekesnő harmadik stúdióalbuma. Az album 1987-ben jelent meg, és szerepelt a német és a görög slágerlistán. Két dal jelent meg róla kislemezen.

## Számlista
LP album
Európai kiadás (Hansa 208 687)
1. Good Guys Only Win in Movies (Long Version) – 5:42
2. Like a Hurricane – 3:13
3. Smoky Joe’s Café – 3:41
4. Are You Man Enough – 3:36
5. Don’t Be a Hero – 3:32
6. Soul Survivor (Long Version) – 5:13
7. Midnight Gambler (Long Version) – 4:29
8. Don’t Wait Too Long – 3:22
9. Dancing in Shadows – 3:34

## Slágerlista
| Slágerlista 1987 | Legmagasabb helyezés |
| ---------------- | -------------------- |
| Németország      | 30                   |
| Görögország      | 30                   |
| Jugoszlávia      | 2                    |

## Külső hivatkozások
- C. C. Catch hivatalos weboldala